# Slivno, Devin - Nabrežina
Slivno (italijansko Slivia) je kmečko naselje blizu Nabrežine na slovenskem etničnem ozemlju v Občini Devin - Nabrežina s okrog 146 skoraj izključno slovenskimi prebivalci. Malo zgodovinsko jedro sestavljajo zgradbe v tipičnem kraškem slogu, okrog katerega so se ob deželni cesti namnožile modernejše stanovanjske hiše. Naselbinsko ime izhaja iz slovenske besede sliva.
V bližini vasi se nahaja ena najpomembnejših nahajališč iz kvartarja na Krasu, Slivenska breča (Breccia di Slivia) s fosili velikih živali od nosorogov do jelenov in povodnih konjev.
V bližini sta tudi nadvse pomembni gradišči iz bronaste in železne dobe, kjer so se naselili prvi prebivalci tega območja: 600 m jugovzhodno leži grič Gradec, ki je dobil ime po raziskovalcu De Marchesettiju (Castelliere Carlo De Marchesetti), manjši Drugi slivenski gradec (Castelliere II di Slivia) pa se nahaja na bližnjem griču Podgrešč.
V bližini so našli ostanke in napise iz rimskega obdobja. Vas se sicer prvič omenja leta 1319 z imenom Scligna. Leta 1494 jo kot samostojno občino omenja Devinski urbar, leta 1524 pa je že del vasi Šempolaj.
Župnijska cerkev sv. Marije Magdalene, posvečena leta 1820, je edina v občini, ki jo obkroža malo pokopališče. V bližini pokrajinske ceste se nahaja znamenita kraška jama Pejca v Lascu (Grotta delle Torri di Slivia).

## Zanimivosti
Ameriški zgodovinar in pisatelj James C. Davis je v knjižni uspešnici raziskal in opisal 500-letno zgodovino družine Žužek iz Slivnega pri Trstu. Delo v angleškem izvirniku (Rise from Want: a Peasant Family in the Machine Age, University of Pensyllvania Press 1986) je prevedeno tudi v italijanščino (Carso: Riscatto dalla povertà, Editrice Goriziana 1988; Edizioni LEG 2010). 

## Galerija slik
- Gradišče
- Vas Slivno s pogledom iz Gradišča
- Cerkev Svete Marije Magdalene
- Slivenski ribniki - največji od treh ribnikov
- Jama Pejca v Lazcu pri Slivnem (Grotta delle Torri di Slivia)